# Августа Доротея Брауншвейг-Вольфенбюттельська (1666—1751)
Августа Доротея Брауншвейг-Вольфенбюттельська (нім. Auguste Dorothea von Braunschweig-Wolfenbüttel, 16 грудня 1666 — 11 липня 1751) — принцеса Брауншвейг-Вольфенбюттельська з роду Вельфів, донька герцога Брауншвейг-Люнебургу князя Брауншвейг-Вольфенбюттелю Антона Ульріха та принцеси Шлезвіг-Гольштейн-Зондербург-Норбурзької Єлизавети Юліани, дружина єдиного князя Шварцбург-Зондерсгаузен-Арнштадту Антона Гюнтера II.
Після смерті чоловіка у 1716 році, мешкала у замку Аугустенбург поблизу Арнштадту. Відома колекціонерка, переважно ляльок. Її лялькова колекція «Mon plaisir» від 1931 року експонується в музеї Арнштадтського замку.

## Біографія
Народилась 16 грудня 1666 року у Вольфенбюттелі. Була дев'ятою дитиною та третьою донькою в родині принца Брауншвейг-Вольфенбюттельського Антона Ульріха та його дружини Єлизавети Юліани Норбурзької. Мала старших братів Августа Фрідріха та Августа Вільгельма і сестер Єлизавету Елеонору й Анну Софію. Інші діти пішли з життя до її народження. Згодом в сім'ї з'явилося ще четверо дітей, з яких вижили донька Генрієтта Крістіна та син Людвіг Рудольф. 

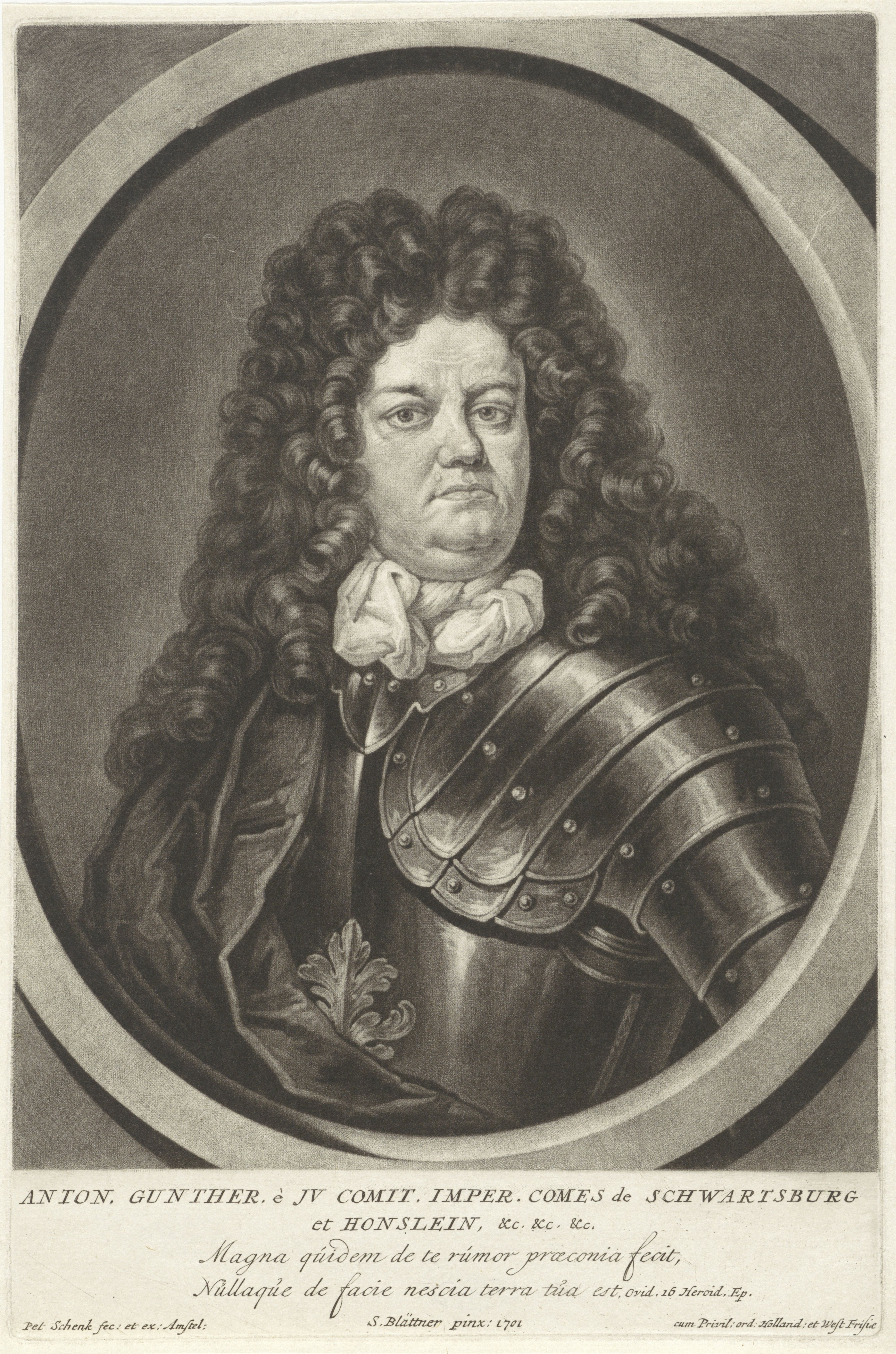
Антон Гюнтер II на гравюрі, між 1701 та 1713 роками

Князівством на той час правив їхній дядько Рудольф Август. У 1685 році він призначив Антона Ульріха своїм співправителем. Августа Доротея до того часу вже вийшла заміж.
У 17 років взяла шлюб із 30-річним графом Шварцбург-Зондерсгаузен-Арнштадту Антоном Гюнтером II. Весілля відбулося 6 серпня 1684 у Вольфенбюттелі. Дітей у них не було.
Резиденцією подружжя став замок в Арнштадті. Антон Гюнтер доклав значних зусиль до його реконструкції, так що у 1701 році будівля була вперше згадана із новою назвою замок Найдек. Граф вважався великим покровителем музики і був затятим колекціонером антикваріату, монет і витворів мистецтва. У 1697 році він отримав титул імперського князя. За його правління Арнштадт перетворився на важливий культурний центр. Між іншим, у 1703—1707 роках органістом місцевої Нової церкви працював Йоганн Себастьян Бах.
Августа Доротея поділяла пристрасть чоловіка до колекціонування. Щороку пара відвідувала лейпцизькі ярмарки, де витрачали значні суми, що спричинило численні борги країни. Княгиня, крім китайської порцеляни, фаянсу та картин, полюбляла також ляльок. Перший її рахунок за «лялькові речі» зареєстрований 1697 року. У 1707 році Августі Доротеї позичав гроші навіть монастир урсулинок у Ерфурті. Сума позики становила 600 рейхсталерів. Антону Гюнтеру неодноразово доводилося брати на себе борги дружини. У 1712 році фінансове становище подружжя призвело до того, що князь був змушений продати свою колекцію монет герцогу Саксен-Гота-Альтенбурзькому Фрідріху II за величезну суму у 100 000 риксдалерів.

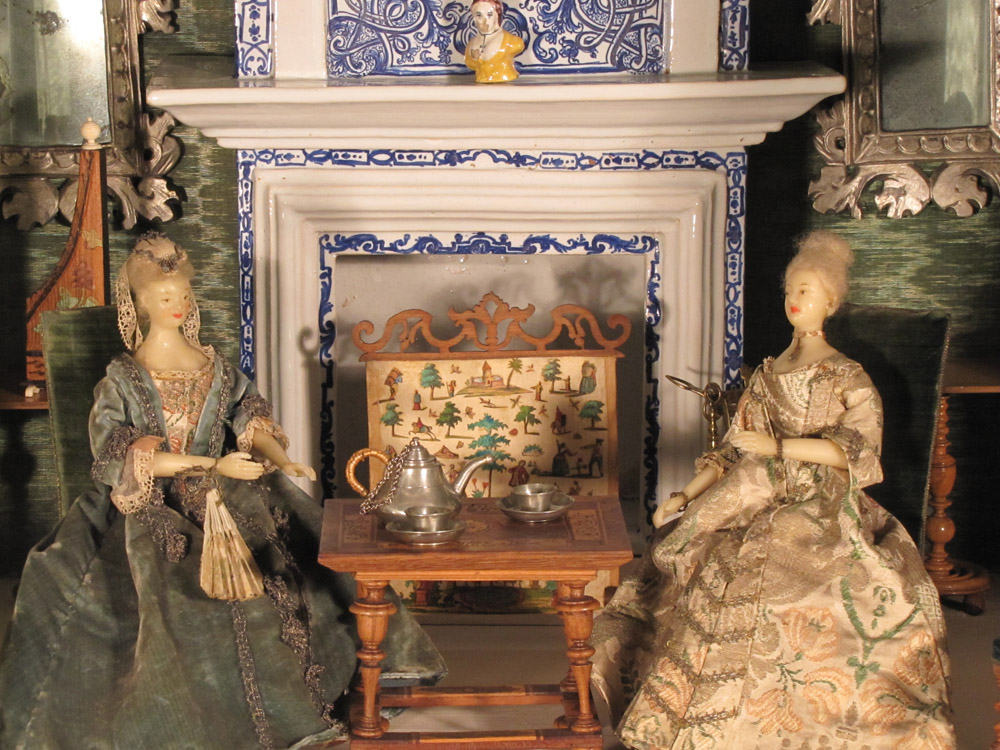
Одна з лялькових кімнат колекції «Mon plaisir»

У 1699 році князь подарував дружині ділянку землі поблизу Арнштадту, де у 1700—1710 роках був збудований палац задоволень, названий на честь неї Августенбург. У 1715 році Августа Доротея володіла фаянсовою фабрикою, розташованою в будинку поблизу церкви у селищі Оберндорф. У тому ж році вона заснувала нову фабрику Доротеєнталь, що випускала порцеляну та ляльок, і розпустила попереднє підприємство. Виробництво перестало приносити їй прибуток, тому у 1724 році вона здала його в оренду, а пізніше воно було продано.
31 грудня 1715 року княгиня навернулася з лютеранства у католицтво. Невдовзі Антон Гюнтер дозволив дружині та її слугам-католикам проводити католицькі служби в Аугустенбурзі.
Відносини пари були теплими, хоча й не безконфліктними. Вони ласково зверталися одне до одного в листах, але борги Августи Доротеї та її зміна конфесії ускладнили стосунки. Втім, останній час Антона Гюнтера, коли його здоров'я гіршало, дружина завжди була поруч із ним. Князя не стало наприкінці грудня 1716 року. Арнштадтські землі повернулися до Шварцбург-Зондерсгаузену.
Августа Доротея після смерті чоловіка тривалий час сперечалася з його братом Крістіаном Вільгельмом щодо свого спадку. Отримуваних нею грошей не вистачало для покриття боргів. 
Аугустенбург став її удовиною резиденцією, де княгиня провела решту життя. Оточивши себе священиками та черницями, вона влаштувала у своєму палаці невеликий приватний монастир. Разом з тим, продовжила віддаватись пристрасті до колекціонування. Основна частина її колекції ляльок, що отримала власну назву «Mon plaisir», була зібрана у період 1720-х—1730-х років, з регулярними доповненнями до кінця життя Августи Доротеї у 1751 році.

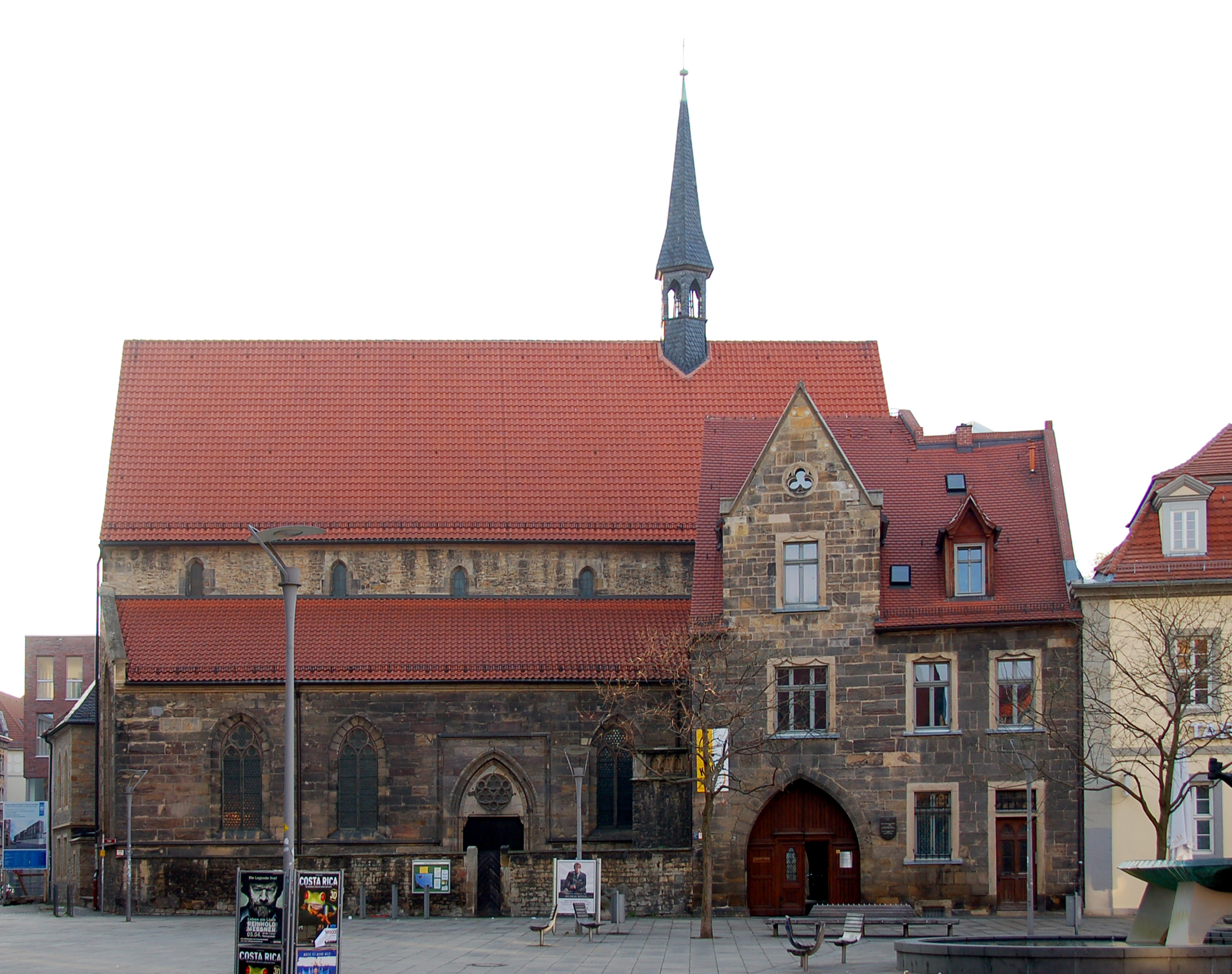
Монастир урсулинок в Ерфурті

Ляльки не призначалися для гри, а були створені як репрезентація суспільства у стилі барокового кабінета курйозів. Дотепер збереглася 391 фігурка та близько 2670 окремих предметів інвентарю, розділені на 82 сцени, що дають уявлення як про придворне життя, так і про буденність простих городян, ремісників і селян, про ринкову діяльність, рух екіпажів перед імператорською поштою, монастирське життя тощо.
Померла Августа Доротея 11 липня 1751 року в Августенбурзі, залишивши по собі великі борги. Згідно бажання, була похована в церкві монастиря урсулинок в Ерфурті.
У 1765 році Аугустенбург продали під знесення. Колекція ляльок «Mon plaisir» опинилася в Арнштадтському притулку та спочатку демонструвалася зацікавленим відвідувачам за невелику вхідну плату у складі невеликого кабінету раритетів поряд з іншими предметами мистецтва та цікавинками.